# Kairos tunnelbana
Kairos tunnelbana, som lokalt benämns Metro, är ett av Afrikas två tunnelbanesystem, och det första i Afrika och Arabvärlden. Tunnelbanan öppnades 1987 och består idag av tre linjer, en fjärde är planerad att öppnas 2016. Tunnelbanesystemet drivs av National Authority for Tunnels. Biljettpriset är 1 egyptiskt pund (EGP) (cirka 1 SEK), oavsett avstånd.

## Kairo tunnelbana
Den första linjen av tunnelbanesystemet öppnades 1987, den andra 1996 och den tredje 2012. Enbart en mindre del av den tredje linjen är i drift och beräknas pågå till 2019, byggandet av en fjärde linje är planerat att påbörjas 2013-2014. De pågående byggnationerna har fördröjts på grund av den Arabiska våren. 
I varje tåg finns det en vagn där män inte är tillåtna, det vill säga, reserverad för kvinnor. Kvinnorna får dock åka i vilken vagn de vill.
Kairos tunnelbana beräknas transportera cirka 4 miljoner passagerare per dag.

### Linje 1 (Helwan - El Marg)
Linje 1, den röda linjen, öppnades 1987 och går mellan Helwan och el-Marg. Linjen består av 34 tunnelbanestationer och är totalt 43,5 km lång varav endast 3 km och 5 stationer är under jord. Linjen trafikeras av tågsätt med nio vagnar och har kapacitet att transportera totalt 60 000 passagerare i timmen i vardera riktning. Den beräknas transportera 1,5 miljoner passagerare per dag.

### Linje 2 (Shobra - El Mounib)
Linje 2, den gula linjen, går mellan Shubra al-Khayma och El Mounib, Giza. Den är totalt 21,5 km med 20 stationer, varav 13 km och 12 stationer är under jord. Linjesträckningen inkluderade den första undergången under Nilen. Linjen öppnades i fyra sektioner med början i oktober 1996 och avslutades vid Cairo University 2000 samt en femte sektion till El Mounib i Giza som öppnades 2005. Den beräknas transportera 1,2 miljoner passagerare per dag.
Den är mest byggd i borrad tunnel men även med cut-and-cover. 

### Linje 3 (Imbaba - Kairos internationella flygplats)
Linje 3, den gröna linjen, kommer när den är totalt utbyggd att gå mellan Imbaba och Mohandessin till Kairos internationella flygplats i Heliopolis. Dess totala längd planeras till 30,6 km och 29 stationer varav 28,1 km under jord. Linjen påbörjades 2006 och den första fasen, mellan Attaba, Azbakeya och Abbassia, på 4,2 kilometer och fem stationer öppnades i 21 februari 2012. Hela sträckan byggs i fyra faser och den sista etappen öppnades för trafik i augusti 2020.

### Linje 4 (October-Oasis Highway - the Polisakademin)
Linje 4 är med sin totala längd av 24 km, planerad att förbinda stor-Kairo från väst till öst, från Pyramid-området i väst till Nya Kairo, El-Tagamu El Khames, i öst. Dess första fas, 19 km och med 17 stationer från 6 oktober och ansluta till El-Malek El-Saleh på linje 1 och Giza på linje 2, är planerades att påbörjas under 2014 med försenades och påbörjades först 2019. Första fasen beräknas påbörjas år 2016 och hela linjen planeras vara färdig för trafik 2024. Linjen beräknas transportera 1,35 miljoner passagerare per dag.

## Bilder

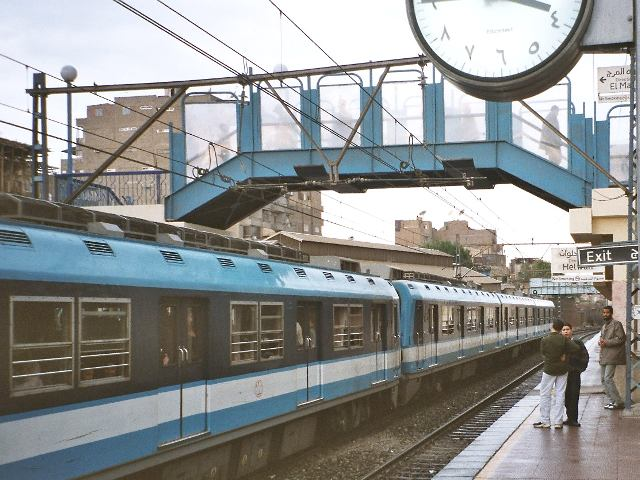
Linje 1, Mar Girgis-stationen
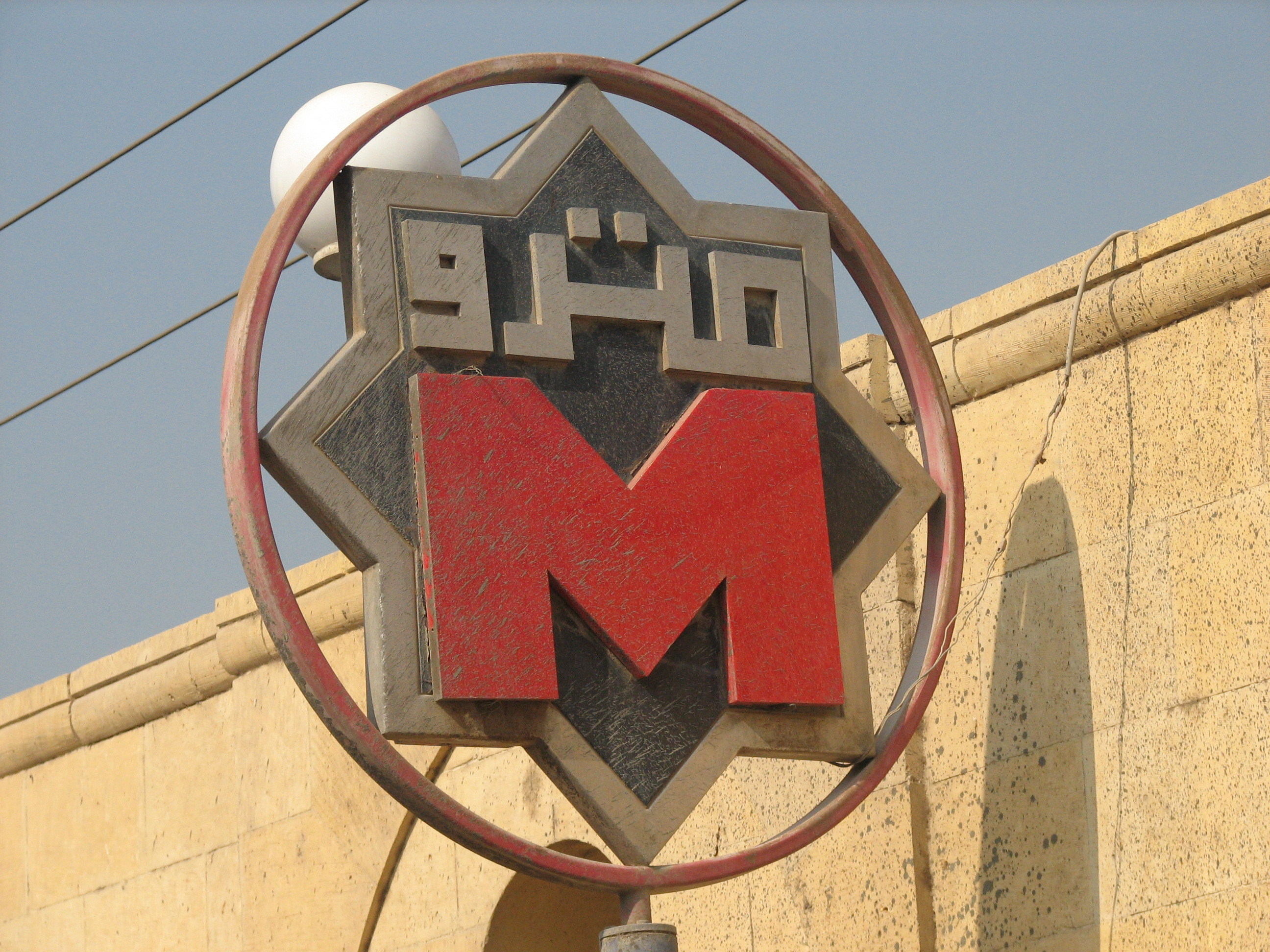
Kairo Metro
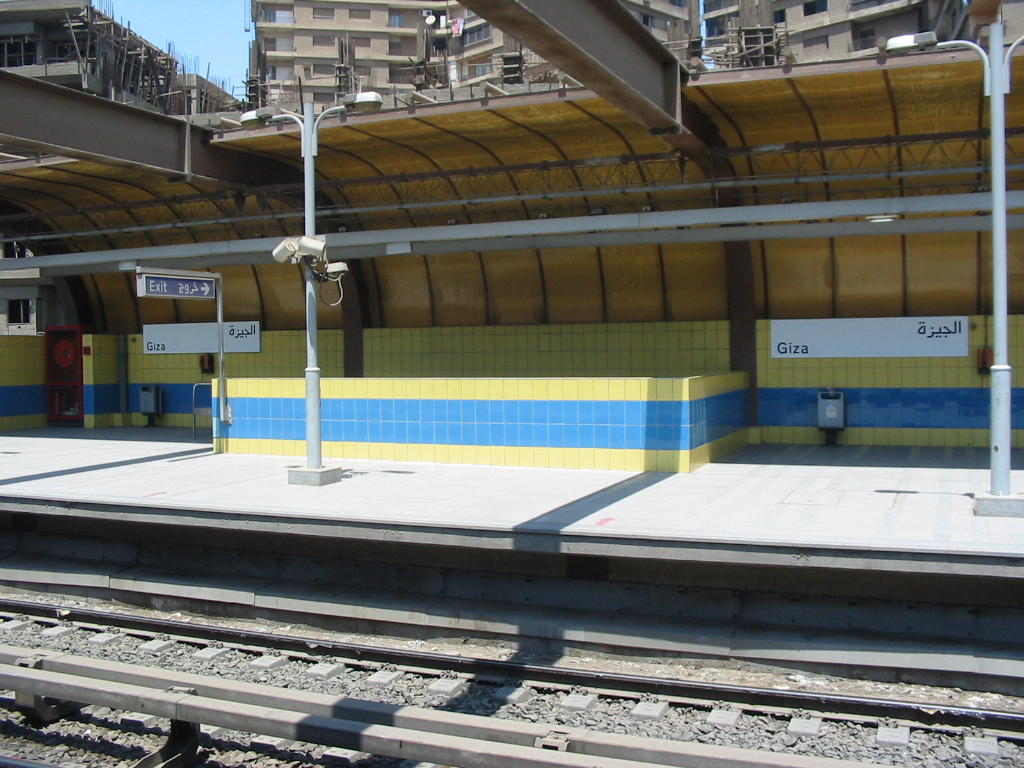
Giza station
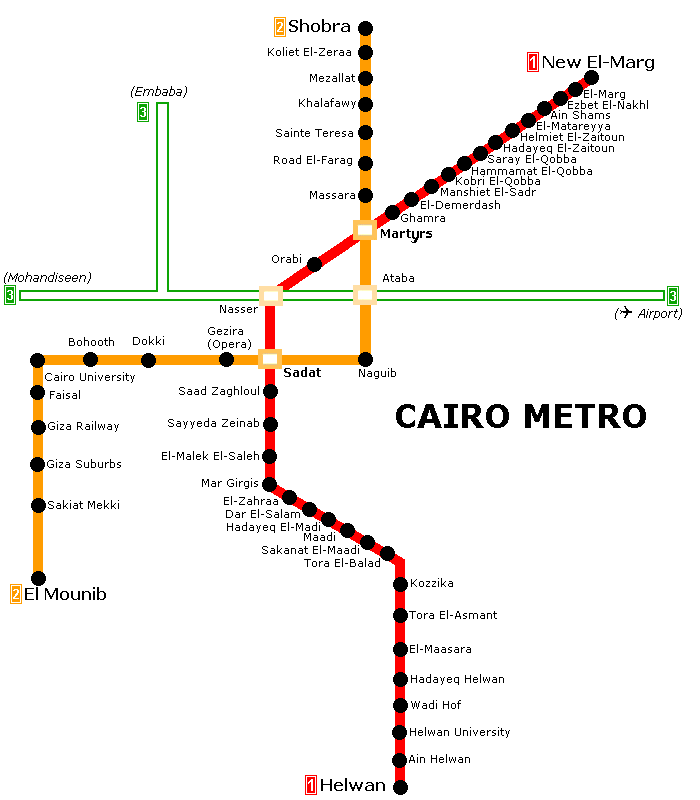
Karta över Kairos tunnelbanenät